# Dichonia chioleuca
Dichonia chioleuca är en fjärilsart som beskrevs av Treitschke 1835. Dichonia chioleuca ingår i släktet Dichonia och familjen nattflyn. Inga underarter finns listade i Catalogue of Life.